# جاستن بيشوب
جاستن بيشوب (بالإنجليزية: Justin Bishop)‏ هو لاعب اتحاد الرغبي بريطاني، ولد في 9 نوفمبر 1974 في كرولي في المملكة المتحدة.

## وصلات خارجية
- جاستن بيشوب على موقع دوري الرغبي الممتاز (الإنجليزية)
- جاستن بيشوب عل موقع إسبنسكروم (الإنجليزية)
- جاستن بيشوب على موقع ItsRugby.co.uk (الإنجليزية)